# Volby do Národního shromáždění 1948

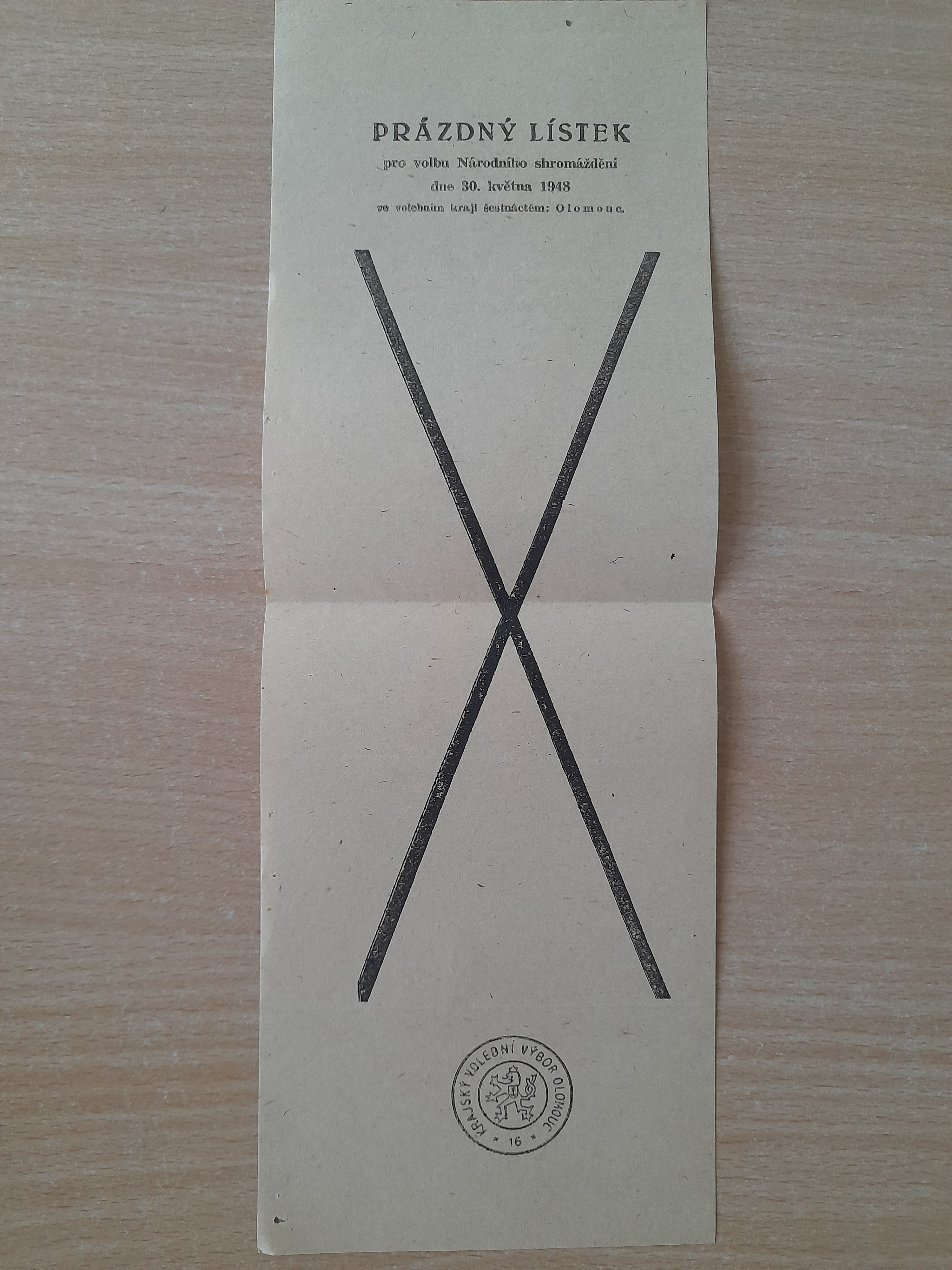
Ukázka bílého lístku (Olomoucký volební kraj)

Volby do Národního shromáždění, tedy do nejvyššího zákonodárného sboru Československa, se konaly dne 30. května 1948.

## Jednotná kandidátka Národní fronty
Jednotnou kandidátku použil již Adolf Hitler při doplňovacích volbách do říšského sněmu v roce 1938 a Češi se s ní setkali po Mnichovu na odstoupeném pohraničí, kdy jich takto volilo na 300 tisíc. V rámci příprav na parlamentní volby 1948 přišel s návrhem „jednotné kandidátky Národní fronty“ Klement Gottwald na dubnovém zasedání Ústředního výboru KSČ. Jednotná kandidátka Národní fronty zaručovala komunistům 70 % všech mandátů. Vzhledem k tomu, že opoziční kandidátky nebylo povoleno postavit, mohl volič nesouhlasit s jednotnou kandidátkou použitím tzv. „bílého lístku“ (pokud se nevzdal volby vůbec). Pro hlavní heslo ve volbách nakonec K. Gottwald zvolil znění: „Hlas pro jednotnou kandidátku bude hlasem pro republiku, pro lidovou demokracii – pro cestu svobodného a pokojného budování naší socialistické budoucnosti.“

## Bílé volební lístky
Fenoménu bílých lístků, které lidé vhazovali do volební urny na znamení nesouhlasu, se ve svém deníku věnoval básník, prozaik, esejista a překladatel Jan Zábrana.
A ještě mě napadá o tomto tématu jedna věc: vždyť přece před dvěma léty v šestačtyřicátém roce to byli komunisté, kteří bílý lístek prosadili – a byli to národní socialisté, kteří se postavili proti a lidovci s nimi. Tehdy byl bílý lístek nepřímo v komunistických službách. Počítali totiž takto: je určitá vrstva lidí (bývalých národních demokratů, živnostníků, agrárníků), kteří nebudou komunisty volit v žádném případě. Tito lidé nesouhlasí však s národními socialisty ani s lidovci. Budou je však volit, poněvadž jsou jim milejší než komunisté. Ale budou-li mít možnost nevolit ani jednu stranu, dají tomu přednost. Tak vlastně chtěli komunisté připravit socialisty a lidovce o hlasy. Pak to zkrachovalo. Napadá mě: což si nebudou lidé, kteří šli před dvěma léty k volbám, pamatovat, že bílý lístek, tehdy spojenec komunistů, je dnes jejich nepřítelem?
ZÁBRANA, Jan. Celý život: výbor z deníků 1948/1984
Bílé volební lístky se staly pro komunisty tzv. volebním nepřítelem. V tisku i v rozhlase započala veliká kampaň pro volbu jednotné kandidátky, s níž se objevila i soutěž o „Vlasteneckou obec“ – obec, která při parlamentních volbách odevzdá 100% hlasovacích lístků pro kandidátní listinu NF. KSČ na předvolebních schůzích voliče nabádala a přesvědčovala, že je jejich vlasteneckou povinností volit před plentou – veřejně. Část „nespolehlivých voličů“ byla z voleb vyloučena, další byli zastrašováni. Jedním z prostředků, kterým byl prováděn systematický nátlak na voliče, byla také distribuce volebních lístků. Kandidátku NF doručovalo voličům děvče v národním kroji a bílé lístky chlapec v uniformě jednotek „SS“.

Ústřední sekretariát Komunistické strany Československa.
Praha 6. ledna 1948. Důvěrné čj. 2485-48.
Krajským sekretariátům KSČ.
Ukládám Vám, abyste v zájmu úspěšných voleb pro KSČ zařídili, aby byli vzati v kontrolu všichni tajemníci lidové strany ve všech místech. Zvláště je nutné, aby byli tito služebníci reakčního hnutí ve státě sledováni při jejich projevech na veřejných schůzích a aby bylo použito všech prostředků, kterými by byli tito odejmuti zmíněné reakční straně v předvolebním boji. Znemožněním činnosti tajemníků lidové strany, zajistíme hladký průběh voleb, neboť se dá očekávati, že nastane chaos mezi jejich funkcionáři.
Čest práci! Rudolf Slánský v. r. ústřední tajemník.
Naše Demokracie, list československé strany lidové na jihozápadní Moravě, 20.02.1948

## Soutěž o „Vlasteneckou obec“
Jednotná kandidátka pod heslem «Jednota dá národu sílu, štěstí, svobodu.» vtiskla předvolebnímu boji budovatelský ráz a odbourala stranickou řevnivost a předvolební boj. To se odrazilo i v soutěži o „Vlasteneckou obec“, která záhy nabrala na masovosti. S výzvou soutěže o „Vlasteneckou obec“ přišla obec Kamenice na Českomoravské vysočině, kde ve volbách roku 1946 byla nejsilnější stranou Čsl. strana lidová (587 hlasů), druhou byla KSČ (290 hlasů), třetí sociální demokracie (169 hlasů) a čtvrtou národní socialisté (127 hlasů). Tehdy byly v obci odevzdány 2 bílé lístky. Rezoluce ze schůze MNV a akčního výboru NF v Kamenici byla odeslána krajskému akčnímu výboru a ústřednímu akčnímu výboru NF.
My, občané Kamenice, vědomi si toho, že bílý lístek znamená národní zradu a že by byl hanbou pro celou obec, rozhodli jsme se na své schůzi 10. května manifestačně projevit svoji jednotu. Ať dostane tato jednota výraz v tom, že v naší obci 100 procent voličů bude volit jednotnou kandidátku Národní fronty, jednoznačně a jednomyslně, jak občané stvrdili svými podpisy.

Naše vlastenecká obec vyzývá tímto všechny ostatní obce v republice k následování. Jsme si přitom vědomi, že svou obec zavazujeme nejen pro volby, ale i k plnění všech povinností k národu při budování státu. Takový je protiplán naší obce a jeho splnění se stává naší vlasteneckou ctí a jeho výsledky se stanou naší hrdostí.

Splníme svou povinnost na paměť našeho presidenta Osvoboditele T. G. Masaryka, v úctě k presidentu Budovateli dr. E. Benešovi a z vděčnosti k předsedovi vlády Klementu Gottwaldovi, sjednotiteli pracujícího lidu a národa. Navrhujeme ústřednímu akčnímu výboru NF, aby nastávající volby byly prohlášeny za vlastenecké.
Rovnost, list sociálních demokratů českých, 11.5.1948
Již 12. května 1948 sděloval ÚV KSČ krajům, že na Jihlavsku některé obce vyzvaly k soutěži o titul „vlastenecká obec“. Nejméně „vlasteneckých“ obcí se nacházelo na okrese Moravské Budějovice s 88 obcemi, kde komunistická strana ve volbách 1946 prohrála. Nejvíce „vlasteneckých obcí“ se na Moravskobudějovicku objevilo v pohraničí – v nově osídlených německých obcích; výjimku tvořily obce Korolupy, Rancířov, Dešná, Chvalkovice, Županovice.
Kolik bylo vlasteneckých obcí. Vlastenecké obce zůstanou světlým bodem letošních voleb do Národního shromáždění a o jejich politickém uvědomění bude ještě nejednou hovořeno. V okrese mor.-budějovickém si vydobyly přívlastku »vlastenecké« obce Dolní Lažany, Lesůňky, Vacenovice, Bělčovice, Hluboká, Lubnice, Mešovice, Rácovice, Uherčice a Vratěnín. Z toho je šest obcí z pohraničního pásu. Jim nejvíce se přiblížily Jiřice, Lesonice, Chvalkovice a Županovice, majíce mezi sebou pouze po jednom voliči s bílým lístkem.
Stráž na Dyji, 04.06.1948

## Výsledky
| Strana         | Strana                         | Hlasy     | %      | Mandáty | %      |
|                | Národní fronta Čechů a Slováků | 6 424 734 | 86,60  | 300     | 100,00 |
|                | Bílé lístky                    | 994 419   | 13,40  | —       | —      |
| Platné hlasy   | Platné hlasy                   | 7 419 153 | 96,74  |         |        |
| Neplatné hlasy | Neplatné hlasy                 | 250 266   | 3,26   |         |        |
| Celkem         | Celkem                         | 7 669 419 | 100,00 | 300     | 100,00 |

### Rozdělení mandátů
Stranická příslušnost není zásadní, strany Národní fronty byly plně ovládnuty kolaboranty a plnily pouze funkci loutky Komunistické strany Československa.